# Romi Paritzki
Romi Paritzki est une gymnaste rythmique israélienne née le 17 juin 2004 en Israël. Elle a remporté la médaille d'argent de l'épreuve par équipes de gymnastique rythmique aux Jeux olympiques d'été de 2024, organisés à Paris.